# Welwyn Garden City
Welwyn Garden City je grad u istočnoj Engleskoj u okrugu Hertfordshire. 

## Povijest
Welwyn Garden City je jedan od najmlađih gradova u Engleskoj, osnovan je od strane Sir Ebenezer Howard 1920-ih godina po uzoru na Letchworth Garden City. Howard je pozvao na stvaranje planiranih gradova koji su bili kombinacija grada i sela, a ujedno ti gradovi su trebali izbjeći nedostatke grada i sela. 

## Lokalna uprava
Nakon što je provedena reorganizaciju lokalne samouprave u Engleskoj 1974. godine, Welwyn Garden City je bio dio disktrikta Welwyn Hatfield. Obližnji grad Hatfield i selo Welwyn su imali malu administrativnu neovisnost, dok Welwyn Garden City nije imao ni to. Kasnije na inicijativu grad dobiva vijeće, a poslije i lokalnu upravu u gradu.

## Poznate osobe
- Alesha Dixon pjevačica
- David James engleski nogometaš

## Vanjske poveznice
- Sližbena stranica grada